# Ergo Arena

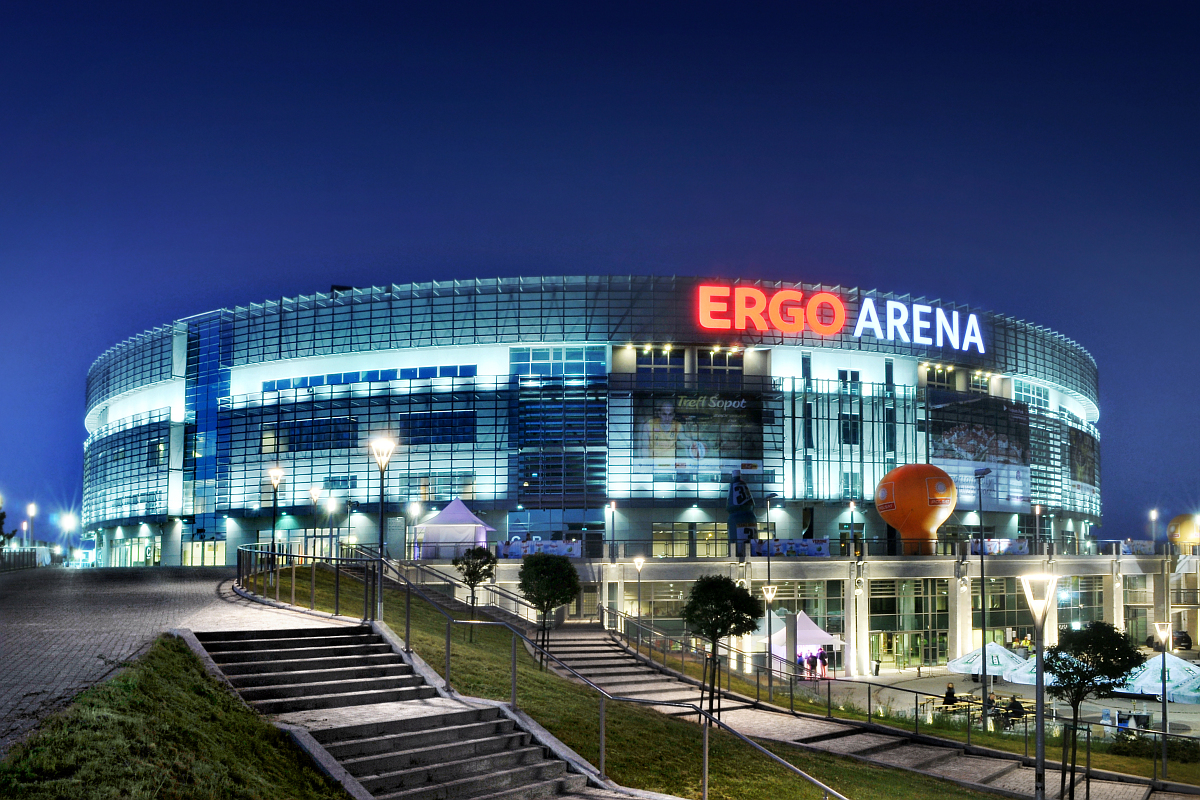

Ergo Arena — крытая многофункциональная арена, которая расположена на границе городов Сопот и Гданьск в Польше. Открыта 18 августа 2010 года. Вместительность составляет около 15 000 мест. Строительство обошлось в 346 миллионов злотых (~100 млн. $). Длина здания составляет 214 метров, ширина 180 метров, высота зала 31 метр.
Первым крупным мероприятием был концерт Леди Гаги 26 ноября 2010 года во время мирового турне The Monster Ball Tour. В 2011 году на арене прошли финальные матчи волейбольной мировой лиги 2011 года и 30-й Чемпионат Европы по настольному теннису. 8 июля 2012 года на арене выступил Элтон Джон. В 2014 году здесь прошел чемпионат мира по лёгкой атлетике.